# Aloft (Album)
Aloft ist ein Musikalbum von Natsuki Tamura und Satoko Fujii. Die am 13. Dezember 2023 im Studio Samurai Hotel, New York City, entstandenen Aufnahmen erschienen am 12. Juli 2024 auf Fujiis Label Libra.

## Hintergrund
Trompeter Natsuki Tamura und Pianistin Satoko Fujii sind verheiratet. Das japanische Ehepaar arbeitet seit den 1990er-Jahren zusammen; dabei ist eine Vielzahl von Alben entstanden, allein unter dem Namen Fujii über 100 Titel. Aloft ist ihr neuntes Duo-Album, das auf das 2019 entstandene Pentas folgt.

## Titelliste
- Natsuki Tamura & Satoko Fujii: Aloft (Libra 102-075)[1]

1. Migration 8:09
2. Wintering 8:08
3. Traveling Bird 4:57
4. Lifting 9:26
5. On the Flyway 10:04
6. Waiting for Dawn 9:37

Die Kompositionen stammen von Natsuki Tamura & Satoko Fujii.

## Rezeption
Nach Ansicht von Dan McClenaghan, der das Album in All About Jazz rezensierte, sei aus den Federn von Jazzautoren viel Tinte in Gedanken über die Kunst von Satoko Fujii geflossen. Mit über hundert Albumveröffentlichungen unter ihrem Namen und verschiedener Gruppen, die sie geleitet hat, habe sie den Autoren viel zum Anhören und Schreiben gegeben. Fujii beherrsche das Duo-Format besonders gut, da sie bereits acht Aufnahmen mit Tamura, einige mit dem Bassisten Joe Fonda sowie mit den Schlagzeugern Ramón López und Tatsuya Yoshida, der Vibraphonistin Taiko Saitō und anderen veröffentlicht habe. In diesem intimen Format würden Fujii und ihre Mitmusiker am hellsten  strahlen. Die Freiheit [der Ausdrucksformen] sei bei Aloft größtenteils gedämpft. Fujii nutze hier ihren klassischen Hintergrund, um wunderschöne Komplexitäten zu schaffen. Als musikalische Partner seit drei Jahrzehnten habe dieses Duo Wege entwickelt, um die seltsamsten Klänge in ein größeres Ganzes zu integrieren.
Aloft sei der Einstieg in den stets fesselnden Soundtrack der kreativen Koexistenz von Satoko Fujii und Natsuki Tamura, meint Mike Jurkovic (All About Jazz). „Es ist das Leben auf den Punkt gebracht: eine epische Geschichte voller Freude ein Leben lang. Aber es auf diese Weise offenbart zu hören – Klavier, Trompete, Löwenherz – ist sowohl ein Privileg als auch eine Ehre.“ Egal wie viel von der Musik dieses Paares die Zuhörer zuvor rezipiert hätten – ob ihr Duodebüt How Many (1997), ihr großartiges drittes Album In Krakow in November (2001) oder das kristalline Mantle (2020) – die Musik, ihre Telepathie, ihr Diskussionsthema, ihr Slang, ihre Metaphern würden eine unsichtbare Kraft besitzen, die einzigartig sei. Aloft sei eine unmittelbare Abhandlung und [so etwas wie] ein Testament, das Kraft und Energie aus dem Inneren sammelt und sie dann frei freisetzt. Ein Geschenk, das nicht oft vererbt werde.
Beschreiben lasse sich die Art und Weise, wie das Paar musikalisch zusammenarbeitet, damit dass das Paar versuche, das Strukturierte (Fujii) mit dem völlig Unstrukturierten (Tamura) zu vereinen, schrieb Allan Sommer in Salt Peanuts. In vielerlei Hinsicht sei die Platte ein typisches Produkt der beiden stets spannenden Musiker, doch Aloft füge dem nichts Neues hinzu.